# Paul Robin
Pour les articles homonymes, voir Robin.

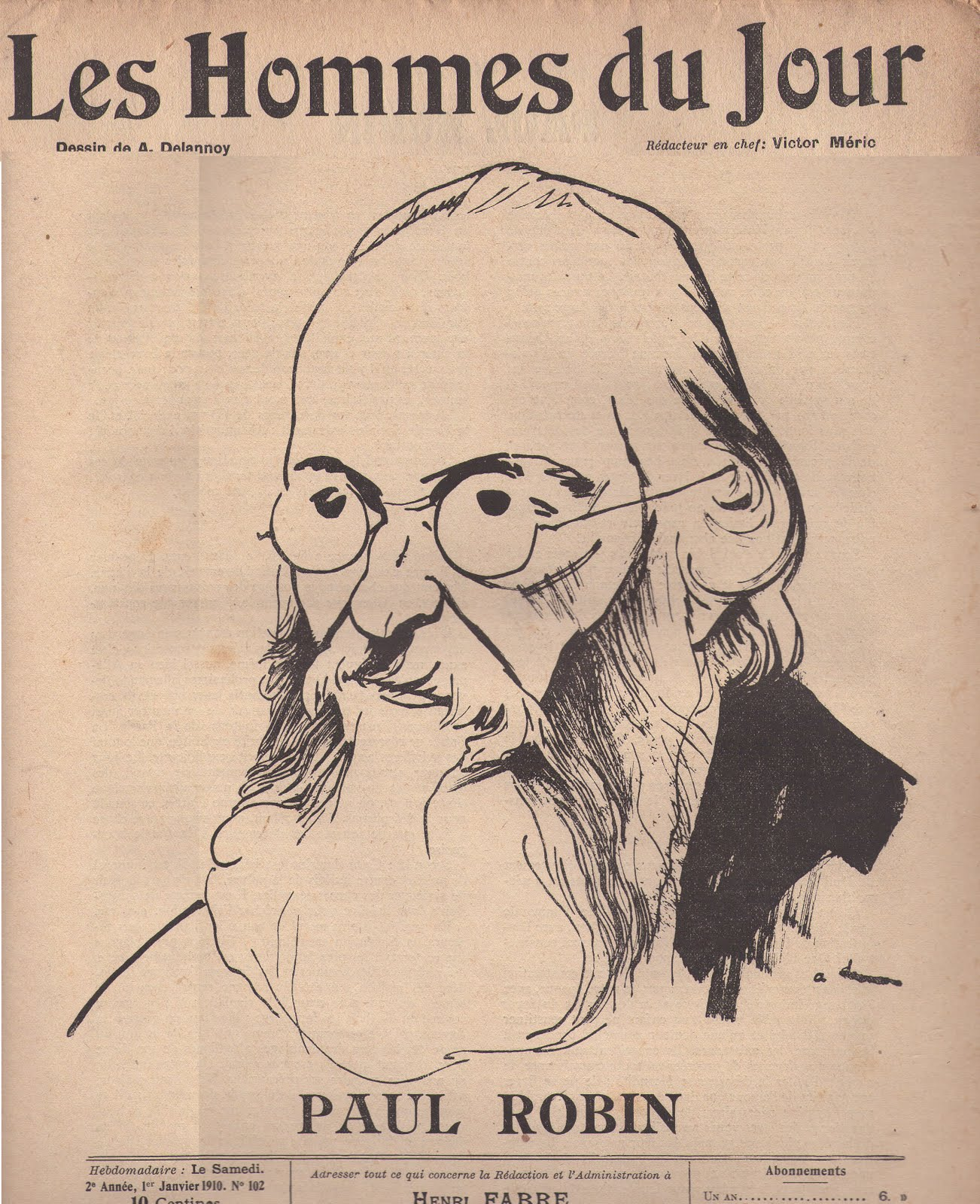
Paul Robin par Aristide Delannoy en 1910 pour Les Hommes du jour.

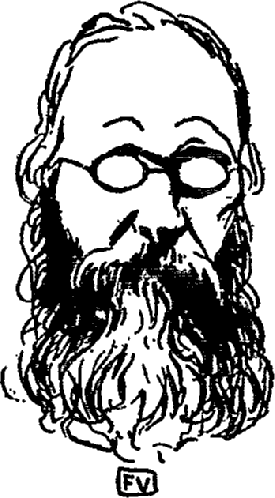
Portrait par Félix Vallotton dans La Revue blanche

Paul Robin, né le 3 avril 1837 à Toulon et mort le 1er septembre 1912 à Paris, est un pédagogue libertaire français, connu en particulier pour avoir développé l'éducation intégrale à l'orphelinat de Cempuis. Il disait : « La science officielle de l'éducation ne trouve rien de mieux à faire des jeunes adolescents que de les enfermer : les privilégiés au collège, les vulgaires à l'atelier, les parias en prison ».
Il fut également membre de la Première Internationale, proche de Bakounine, militant néomalthusien au sein de la Ligue de la régénération humaine, et franc-maçon, membre de la Grande Loge symbolique écossaise.

## Biographie

### Formation et exil

#### Études et origine sociale
Louis Charles Jean Paul Robin, né le 3 avril 1837, à Toulon dans une famille bourgeoise, catholique et patriote. Il est le fils de Jean Placide Robin, commis principal des subsistances de la Marine, et de Pauline Rose Blanche Martin.
Élève de l'École normale supérieure de Paris, il passe ses licences de sciences mathématiques et de sciences physiques ; il devient darwiniste et athée. Il est brièvement professeur de lycée (1861-1865), mais entre en conflit avec son administration sur des questions d'éducation populaire, pour laquelle il conçoit un vif intérêt.

#### Ses premiers engagement politiques
En 1865, il part en Belgique où il noue des contacts avec des militants de l'Association internationale des travailleurs (AIT), concourt à la création de la section belge de l'AIT et est expulsé pour avoir participé au mouvement de soutien à une grève. Il se retire en Suisse, puis en France (où il est emprisonné en juillet 1870), et finalement en Angleterre. À Londres, où il fréquente les militants de l'Internationale, il est un temps membre du Conseil général de l'Internationale, mais rompt rapidement avec les « autoritaires » et Marx pour prendre le parti de Bakounine, dont il partage les idées libertaires. Durant son exil volontaire, il vit des leçons qu'il donne.

### L'orphelinat de Cempuis

#### Théoricien de la pédagogie républicaine
En 1879, il revient en France comme inspecteur de l'enseignement au primaire nommé par Ferdinand Buisson, directeur de l'enseignement primaire auprès du ministre Jules Ferry. Robin avait collaboré auparavant au Dictionnaire de pédagogie de Ferdinand Buisson. Grâce à Ferdinand Buisson, qui lui apporte un soutien constant, Paul Robin est placé à la tête, de 1880 à 1894, de l'orphelinat Prévost, à Cempuis (Oise). Dans cet établissement qui dépend du Conseil général de la Seine, il met en pratique, auprès d'un nombre important d'enfants, les théories sur l'éducation intégrale qu'il a formulées dès 1869-1870. Cette éducation, qui veut donner aux enfants des classes défavorisées le moyen d'accéder à l'éducation, se caractérise, outre son athéisme et son internationalisme, par le souci de développer harmonieusement l'individu dans sa globalité, tant sur le plan physique qu'intellectuel ou moral. Un autre aspect très novateur de l'œuvre que Robin accomplit à Cempuis est la « coéducation des sexes », qui éduque filles et garçons côte à côte, comme dans les familles naturelles.

#### Son Amitié avec Octave Mirbeau
Les méthodes éducatives de Paul Robin, trop révolutionnaires pour leur temps, lui vaudront d'être chassé de Cempuis en 1894, à la suite d'une campagne de presse très virulente menée contre lui par le journal La Libre Parole. Octave Mirbeau prend alors sa défense et dénonce la collusion liberticide entre Cartouche (les politiciens républicains corrompus) et Loyola (l'Église catholique rétrograde).

### Néo-malthusianisme
En 1896, Paul Robin fonde la Ligue pour la régénération humaine dont le siège était de 1902 à 1908 au no 27 de la rue de la Duée. À sa tête, il introduit en France les principes néo-malthusiens qu'il a découverts en Angleterre et milite inlassablement pour diffuser les moyens du contrôle des naissances dans la classe ouvrière. Il voit en effet dans « la prudence parentale » un moyen d'émancipation des plus pauvres et particulièrement des femmes. Il développe également certains aspects eugénistes, théorie qui était répandue à l'époque dans les milieux médicaux. Il publie de très nombreuses brochures de propagande néo-malthusienne.

### Suicide
Sentant ses forces et ses facultés décliner, Paul Robin met fin volontairement à ses jours en 1912 ; positiviste jusqu'au bout, il étudie sur lui-même les progrès de l'effet du poison. Par ailleurs membre de la Société d'autopsie mutuelle, il souhaitait qu'après son décès son corps fût utilisé comme engrais ; il est finalement incinéré au cimetière du Père-Lachaise.

## Valeurs

### L'éducation intégrale

#### Sa vision de l'éducation intégrale
Robin est connu comme le pédagogue qui a développé les principes de l’éducation intégrale ; il a mis ces théories en pratique à l'orphelinat de Cempuis de 1880 à 1894.
Pour Robin, l'éducation ne se limite pas à l'apprentissage d'un métier : « Tout enfant a droit de devenir en même temps un travailleur des bras et un travailleur de la tête ». Il faut d'abord une école commune et intégrale et, ensuite seulement, une spécialisation en fonction du projet professionnel de chacun.

#### Face au monopole catholique de l'éducation intégrale
Il ne faut pas confondre l'éducation intégrale que propose Paul Robin avec celle des Frères des écoles chrétiennes dans le premier cas il s'agit d'une éducation libertaire dans le second une éducation chrétienne qui s'ancre dans l'évangile dans les écrits de Nicolas Barré. Paul Robin demeure profondément anticlérical par souci de laïciser l'enseignement scolaire.

### Engagement politique

#### Un archo-syndicaliste pacifiste
Robin fréquenta les milieux socialistes. Il rencontra Marx, Bakounine et fit partie de l'Association internationale des travailleurs (AIT). Toutefois, ses liens intellectuels et son amitié personnelle avec Bakounine provoquèrent son expulsion de l'AIT par Marx dès 1871. Toute sa vie, Robin resta fidèle à son amitié pour Bakounine et professa une réelle sympathie pour les idées anarchistes. Anti-autoritariste, il était véritablement internationaliste et croyait à l'amitié entre les peuples. À Cempuis, il faisait chanter aux enfants La Marseillaise de la Paix. On prit prétexte de son « antipatriotisme » pour le révoquer en 1894 de son poste de directeur de l'orphelinat de Cempuis, prétendant qu'il y avait danger à le laisser « répandre des idées subversives au point de vue social et négatives au point de vue de la défense du pays »[réf. nécessaire].

#### Pour une organisation révolutionnaire de la société par l'éducation
Sur le plan pédagogique, l'éducation intégrale est pour Robin un engagement politique. Il faut réorganiser le travail. En utilisant le progrès technique, on peut augmenter le temps de loisir de chacun. L'ouvrier, grâce au savoir et à l'accès à la culture désintéressée, pourra transformer son état. Sa condition deviendra intégralement humaine. C'est donc ainsi qu'il entend changer la société et l'éducation est un moyen pour hâter la révolution.

### Féminisme

#### Engagement en faveur de la libération des femmes
Son œuvre pédagogique témoigne d'un véritable engagement féministe, même si les milieux féministes ont tardé à le reconnaître comme un des leurs. L'éducation intégrale s'adresse aux garçons et aux filles sur un pied d'égalité, leur dispense le même enseignement et les éduque ensemble. Les filles ne sont plus instruites dans l'optique de leur future fonction sociale, à la différence de ce que préconisaient des prédécesseurs de Robin, comme Rousseau.

#### En faveurs des prostituées et de l'union libre
Robin est aussi engagé dans l'action féministe. Le néo-malthusianisme est une arme au service de l'émancipation des femmes, auxquelles Robin souhaite voir reconnaître le statut de chefs de famille. Il fait des conférences, distribue des tracts pour faire connaître « les moyens efficaces et non douloureux [que fournit la science] pour ne mettre d'enfants au monde que quand elles le veulent ». Il crée une « ligue anti-esclavagiste pour l'affranchissement des filles », un syndicat de prostituées et une agence pour union libre, entre autres.

### Eugénisme et néo-malthusianisme
Il a aussi introduit en France la pensée néo-malthusienne venue de Grande-Bretagne, où il a séjourné quelques années. Cette théorie est issue du malthusianisme qui met en rapport l'augmentation rapide de la population mondiale à la fin du XVIIIe siècle, avec l'accroissement insuffisant des ressources. Toutefois, pour Robin, elle ne doit pas se confondre avec une morale austère anti-nataliste, obstacle au plaisir et à l'amour, comme le vieux malthusianisme. Robin prône l'utilisation des moyens de contraception modernes et des innovations pédagogiques visant à mieux élever les enfants. L'objectif du néo-malthusianisme est une véritable régénération humaine par le contrôle des naissances et les pédagogies innovantes, notamment libertaires. Ses arguments « eugénistes » sont pour lui un moyen d'intéresser le milieu médical de son temps, lui-même eugéniste, à ses théories néo-malthusiennes.

### La solidarité avec le groupe-classe
Il s'inscrit dans une ligné de la pédagogie anarcho syndicaliste qui irrigue la pédagogie alternative de Proudhon à Michel Foucaultet qui place la notion de solidarité avec le groupe-classe au centre dans une optique de régérneration sociale dont le but est de transformer la société par les enfants s'appuyant sur les travaux de la fédération suisse jurassienne de James Guillaume,.Cette technique de solidarité entre élève dans le but d'une dynamique de groupe est d'opérer une meilleure gouvernance de l'école en favorisant l'empathie et la cooperation,. L'influence de Paul Robin sur la solidarité avec le groupe classe dans le droit français de l'éducation est consacré par la Loi L 111-1 du code de l'éducation du 24 août 2021 d'après la dernière modification en vigueur.

## Héritage pédagogique

### Éducation physique
La santé du corps est une condition primordiale pour celle de l'esprit. À Cempuis, l'éducation physique représente un tiers du temps d'activité. On y pratique la natation (dans la piscine que les élèves ont eux-mêmes construites), la gymnastique, la boxe sans combat, la canne, le saut, le grimper, la course, le lancer, l'équitation... Ces exercices sont pratiqués dans le but de développer la force et l'adresse sans jamais faire de compétition ni de sport élitiste. Des randonnées sont aussi organisées, ainsi que des excursions et des séjours d'été au bord de la mer.

### Éducation intellectuelle
« Laissez l'enfant faire lui-même ses découvertes, attendez ses questions, répondez-y sobrement pour que son esprit continue ses propres efforts, gardez-vous par-dessus tout de lui imposer des idées toutes faites, banales, transmises par la routine irréfléchie et abrutissante » : pour Robin la seule manière d'apprendre est scientifique et il veut développer un esprit rationnel chez l'enfant, loin des « fantômes » de « l'imposture religieuse ». L'observation, la « leçon de choses » est au centre de la pédagogie, tout comme le plaisir d'apprendre. On étudie aussi, à Cempuis, de nombreuses matières artistiques pour la communication de la pensée comme le chant, le dessin, la musique, le théâtre... Ouvrant la voie au pédagogue Célestin Freinet, Robin utilise les techniques les plus modernes de l'époque avec pour objectif de former les élèves à l'heure du siècle où ils doivent vivre.

### Éducation morale
À Cempuis, une part importante de l'éducation est basée sur la solidarité du groupe et le sens des responsabilités : pas de récompenses individuelles, mais collectives ; les grands élèves aident les plus jeunes ; chaque enfant a une responsabilité matérielle qui sert la communauté... La communauté éducative se mue en « famille cempuisienne », qui continue à entourer les orphelins après leur sortie de l'établissement. De plus, l'enfant doit développer son esprit critique, ne pas tout accepter de ses « maîtres », rejeter les « idées fausses ». La seule sanction pratiquée est l'isolement pour que le « fautif » puisse réfléchir à sa conduite. L'éducation « sans Dieu » et « sans Patrie » donnée à Cempuis, et tant reprochée à Paul Robin, s'inscrit très étroitement dans cette ligne.

## Hommages publics
Le square Paul-Robin porte son nom à Paris, dans le 18e arrondissement.

## Œuvres
- Pain, loisir, amour (1907)[19]
- Vers régénérateurs (1906)[20]
- Le néo-malthusianisme, la vraie morale sexuelle, le choix des procréateurs (1905)[21]
- Propos d'une fille (1905)
- Population et prudence procréatrice (1902)[22]
- Le Néo-malthusianisme ; prudence procréatrice ; bonne naissance. Sommaire de (1902)
- Prochaine humanité (1902)
- L'Éducation intégrale (1891-1906)
- Fêtes pédagogiques à l'Orphelinat Prévost (1890-1895)
- L'Enseignement de la lecture, suivi d'un appendice sur la classification des sons et articulations de la langue française (1888)
- L'Enseignement de la lecture, suivi d'un appendice sur la classification des sons et articulations de la langue française (1912)
- L'Anthropométrie à l'école (1887)
- L'Orphelinat Prévost (1882) (1882-1890)
- Méthode de lecture (1866)
- Instruction pour l'emploi de la tablature de l'alto, du violon et du violoncelle

### Radio
- Jean Lebrun, Philippe Pelletier, Les anarchistes : le moment terroriste, et après ?, France Inter, 26 novembre 2015, « écouter en ligne ».